# Comuna de Chrzanów
Chrzanów (polaco: Gmina Chrzanów) é uma gminy (comuna) na Polónia, na voivodia de Pequena Polónia e no condado de Chrzanowski. A sede do condado é a cidade de Chrzanów.
De acordo com os censos de 2007, a comuna tem 49 616 habitantes, com uma densidade 625,4 hab/km².

## Área
Estende-se por uma área de 79,33 km², incluindo:
- área agricola: 45%
- área florestal: 37%